# Folklore europeo

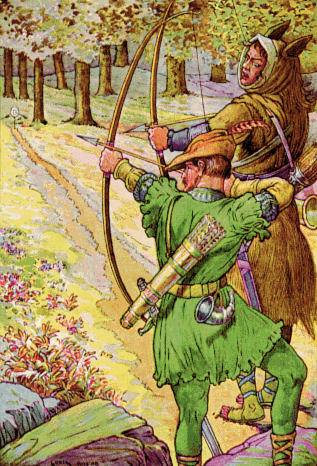
Robin dispara con Sir Guy

El folklore europeo o el folklore occidental se refiere al folklore del mundo occidental, especialmente cuando se discute comparativamente. La cultura europea no es una sola como tal, son muchas, ya que la historia común de la cristiandad durante la Edad Media y el período moderno temprano ha dado lugar a una serie de tradiciones que se comparten en muchas culturas étnicas o regionales de Europa. 
Esto concierne notablemente las tradiciones comunes basadas en la mitología cristiana, es decir, ciertos puntos en común en la celebración de la Navidad, como los diversos regalos de Navidad, o las costumbres asociadas con el Día de los Difuntos . 
Además, hay ciertos gestos o prácticas apotrópicas que se encuentran en grandes partes de Europa , como golpear la madera o el gesto de los dedos cruzados. 

## Historia
La cultura de la antigüedad clásica, incluida la mitología, la religión helenística y la práctica mágica o cultural, fue muy influyente en la etapa formativa del cristianismo, y se puede encontrar como un sustrato en las tradiciones de todos los territorios anteriormente colonizados por el Imperio Romano, y por extensión en Aquellos territorios alcanzados por la cristianización durante la Edad Media . Esto incluye a toda Europa, y gran parte del Medio Oriente y África del Norte . Estas tradiciones heredadas de las creencias populares en la época romana se sincretizaron con las tradiciones locales, especialmente germánicas, celtas y eslavas. Muchas tradiciones populares también se originaron por el contacto con el mundo islámico, especialmente en los Balcanes y en la península ibérica, que fueron gobernados por los imperios islámicos antes de ser reconquistados (en el caso de los Balcanes, parcialmente) por las fuerzas cristianas. El resultado de dicho contacto cultural es visible, por ejemplo, en la tradición de la Danza Morris en Inglaterra, una adaptación de las danzas "moras" de la época medieval tardía. 
El resultado fueron las tradiciones populares relacionadas, pero regionalmente distintas, tal como existían en Europa en vísperas del período Moderno Temprano . En los tiempos modernos, y especialmente desde el siglo XIX, ha habido una gran cantidad de polinización cruzada entre estas tradiciones, a menudo por el desvío del folclore estadounidense .

## Tradiciones regionales
- Norte de Europa 
  - Folklore inglés 
    - Paganismo anglosajón

  - Folklore estonio
  - Folklore finlandés
  - Folklore lituano
  - Folklore escandinavo
  - Mitología celta
    - Asunto de Gran Bretaña
    - Folklore irlandés
    - Mitología y folklore hebrideano.
    - Folklore escocés
    - Folklore galés
- Europa occidental y meridional 
  - Folklore alpino
  - Folklore holandés
  - Folklore español
  - Folklore francés
  - Folklore alemán
  - Folklore italiano
  - Folklore suizo
  - Catolicismo popular
- Europa del Este 
  - Folklore albanés
  - Folklore checo
  - Folklore húngaro
  - Folklore montenegrino
  - Folklore rumano
  - Folklore eslavo 
    - Folklore polaco
    - Folklore ruso
    - Folklore serbio
    - Folklore ucraniano